# Acacia pycnostachya
Acacia pycnostachya är en ärtväxtart som beskrevs av George Bentham. Acacia pycnostachya ingår i släktet akacior, och familjen ärtväxter. Inga underarter finns listade i Catalogue of Life.